# Bahnhof Basel Dreispitz
Der Bahnhof Basel Dreispitz ist einer der sechs Bahnhöfe auf dem Stadtgebiet von Basel. Er befindet sich an der Jurabahn im Stadtteil St. Alban im so genannten Dreispitzareal, in unmittelbarer Nähe zu dem an der Hauensteinstrecke gelegenen Bahnhof Basel St. Jakob.
Seine betriebliche Bezeichnung ist jedoch S-Bahn-Haltestelle Dreispitz, da es sich aus fahrdienstlicher Sicht nicht um einen Bahnhof, sondern um eine Haltestelle auf offener Strecke handelt.

## Geschichte
Die Bahnhofsanlage wurde vom Architekturbüro Steinmann & Schmid Architekten entworfen. Der Bahnhof wurde 2005 trotz zahlreichen Einsprachen aus der dortigen Anwohnerschaft gebaut und im Mai 2006 in Betrieb genommen; er ist an das Bahnnetz der S-Bahn Basel angeschlossen. 2008 wurde der Bahnhof mit einem Brunel Award der Watford Group ausgezeichnet.

## Verkehr
Der Bahnhof wird im Halbstundentakt von der Linie S3 der S-Bahn Basel bedient.
- S 3 Porrentruy – Delémont – Laufen – Basel Dreispitz – Basel SBB – Liestal – Sissach – Olten

### Stadtverkehr
Der Bahnhof Dreispitz ist mit diversen Linien an das Tram- und Busnetz der Stadt Basel und Agglomeration angeschlossen. Nahe gelegene Gewerbe- und Schulgebiete können in kurzer Zeit erreicht werden, ebenso die Merian Gärten. Das Sportzentrum St. Jakob sowie das gleichnamige Fussballstadion sind eine Haltestelle entfernt.

#### Tram
Von der BLT betriebene Tramlinien:
- 10 Dornach – Basel Dreispitz – Bahnhof SBB/SNCF – Aeschenplatz – Theater – Zoo – Ettingen – Flüh (– Leymen (F) – Rodersdorf)
- 11 Aesch – Basel Dreispitz – Bahnhof SBB/SNCF – Aeschenplatz – Schifflände – Voltaplatz – St-Louis Grenze
- E11 Reinach Süd – Basel Dreispitz – Bahnhofeingang Gundeldingen – Theater – Aeschenplatz – Bahnhof SBB/SNCF – Dreispitz – Reinach Süd (nur Hauptverkehrszeit)

#### Bus
Von den BVB betriebene Buslinie:
- 36 Schifflände – UKBB – Kannenfeldplatz – Morgartenring – Neubad – Margarethen – Dreispitz – St. Jakob – Breite – Tinguely Museum – Wettsteinallee – Badischer Bahnhof – Lange Erlen – Kleinhüningen

Von der BLT betriebene Buslinien:
- 37 (Dornach, Bahnhof – Münchenstein –) Leimgrubenweg – Dreispitz – St. Jakob – Bethesda-Spital – Aeschenplatz
- 47 Bottmingen – Bruderholzspital – Jakobsberg – Dreispitz – St. Jakob – Pantheon – Muttenz Bahnhof (– Muttenz, Industriepark)

### Geplante Verbindungen

#### S-Bahn
Die trinationale S-Bahn Basel soll neu aufgegleist werden. Mit dem Ausbau des Bahnknotens Basel öffnen sich Möglichkeiten, um neue Verbindungen herzustellen. Der Ausbau des S-Bahn-Angebots erfolgt schrittweise über die nächsten Jahrzehnte.
Bis 2030 folgen die Verdichtungen des S-Bahn-Angebots zwischen Basel SBB und Aesch (Viertelstundentakt) und zwischen Basel SBB und dem EuroAirport (6 Züge pro Stunde und Richtung). Dadurch können die S-Bahn-Linien neu verknüpft und zwischen Frankreich und der Schweiz neue S-Bahn-Direktverbindungen eingeführt werden. Zwischen Basel Bad Bf und Lörrach Hbf ist ebenfalls eine Taktverdichtung geplant. Zusammenfassend sind im Horizont 2030 folgende S-Bahn-Linien über Basel Dreispitz vorgesehen:
- S 3  Aesch – Dornach-Arlesheim – Basel Dreispitz – Basel SBB – Pratteln – Liestal – Gelterkinden – Sissach – Olten – Zofingen
- S 4  Laufen – Aesch – Dornach-Arlesheim – Basel Dreispitz – Basel SBB – Basel St. Johann – EuroAirport

Die bisher längste S-Bahn-Linie S 3 wird aufgetrennt, und die S-Bahn Basel soll nicht mehr über Laufen hinaus bis in den Kanton Jura fahren.
Um die geplanten Angebotsverbesserungen schrittweise einführen zu können, sind grosse Infrastrukturmassnahmen nötig.

#### Tram
Auch das Tramnetz Basel soll aus- und umgebaut werden, um in Zukunft zuverlässiger, stabiler und flexibler zu sein.
2030 soll die Haltestelle Dreispitz weiterhin von den Tramlinien 10, 11 und E11 bedient werden, diese sollen allerdings leicht geänderte Routen haben.
- 10 Dornach – Dreispitz – Bahnhof SBB/SNCF – Aeschenplatz – Theater – Zoo – Ettingen
- 11 Aesch – Dreispitz – Bahnhof SBB/SNCF – Aeschenplatz – Schifflände – Universitätsspital – Voltaplatz – St-Louis Grenze
- E11 Reinach Süd – Dreispitz – Bahnhofeingang Gundeldingen – Heuwaage – Universität – Universitätsspital – Voltaplatz – Bahnhof St. Johann (nur Hauptverkehrszeiten)

Im Bericht des baselstädtischen Grossen Rates wird ausserdem die Möglichkeit aufgebracht, die Linie E11 als Linie 12 ganztägig und nicht nur in den Hauptverkehrszeiten fahren zu lassen.
- 12 Reinach Süd – Dreispitz – Bahnhofeingang Gundeldingen – Heuwaage – Universität – Universitätsspital – Voltaplatz – Bahnhof St. Johann

In einem späteren Schritt könnte die Linie 11 über die Grenze nach Huningue verlängert werden.
- 11 Aesch – Dreispitz – Bahnhof SBB/SNCF – Aeschenplatz – Schifflände – Universitätsspital – Voltaplatz – St-Louis Grenze – Huningue Frontière – Tivoli/3Land-Brücke